# Astroceras paucispinum
Astroceras paucispinum är en ormstjärneart som beskrevs av Murakami 1944. Astroceras paucispinum ingår i släktet Astroceras och familjen Euryalidae. Inga underarter finns listade i Catalogue of Life.